# Domschatzkammer Bozen

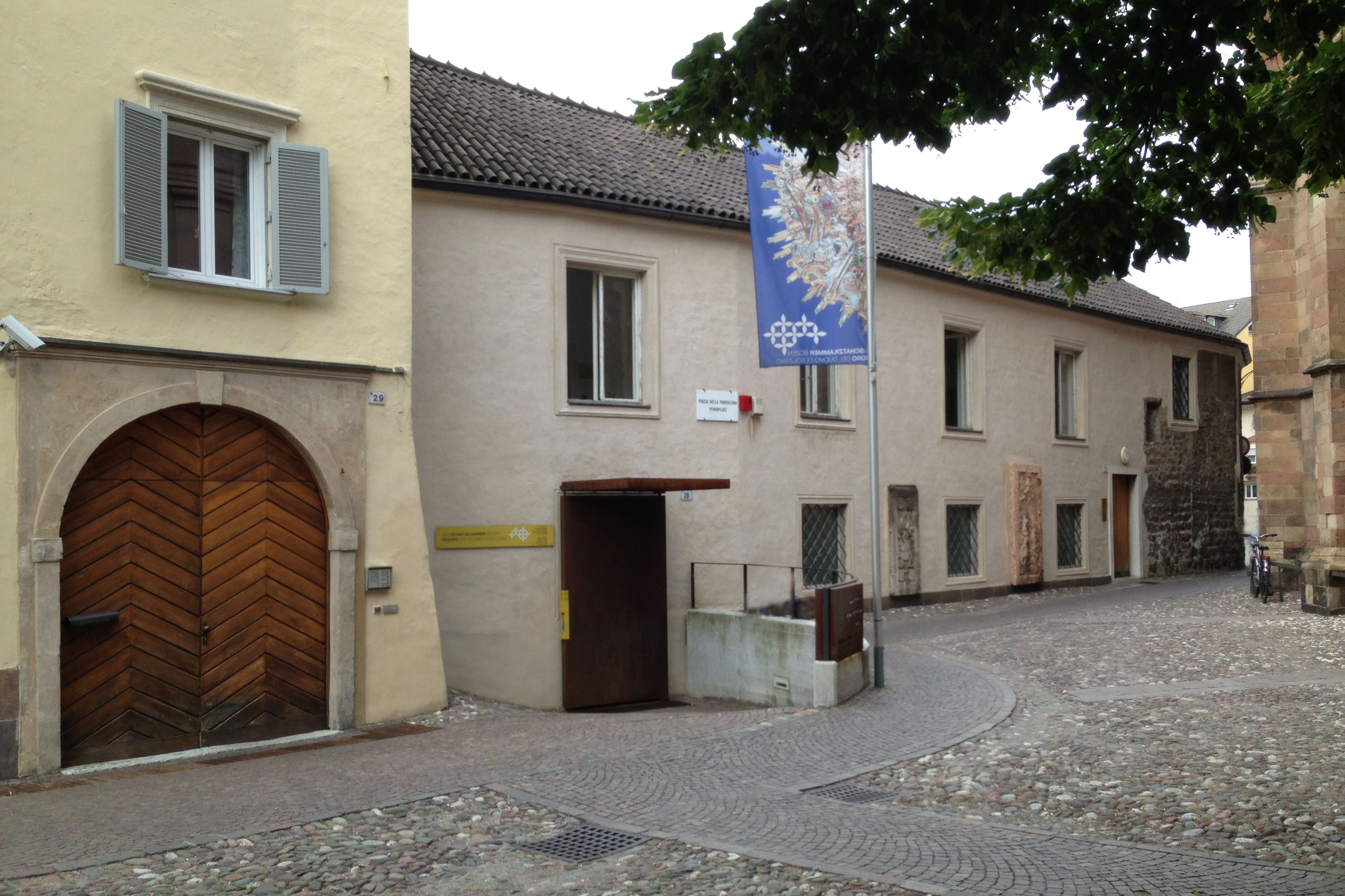
Alte Propstei, Eingang zur Domschatzkammer (rechts)

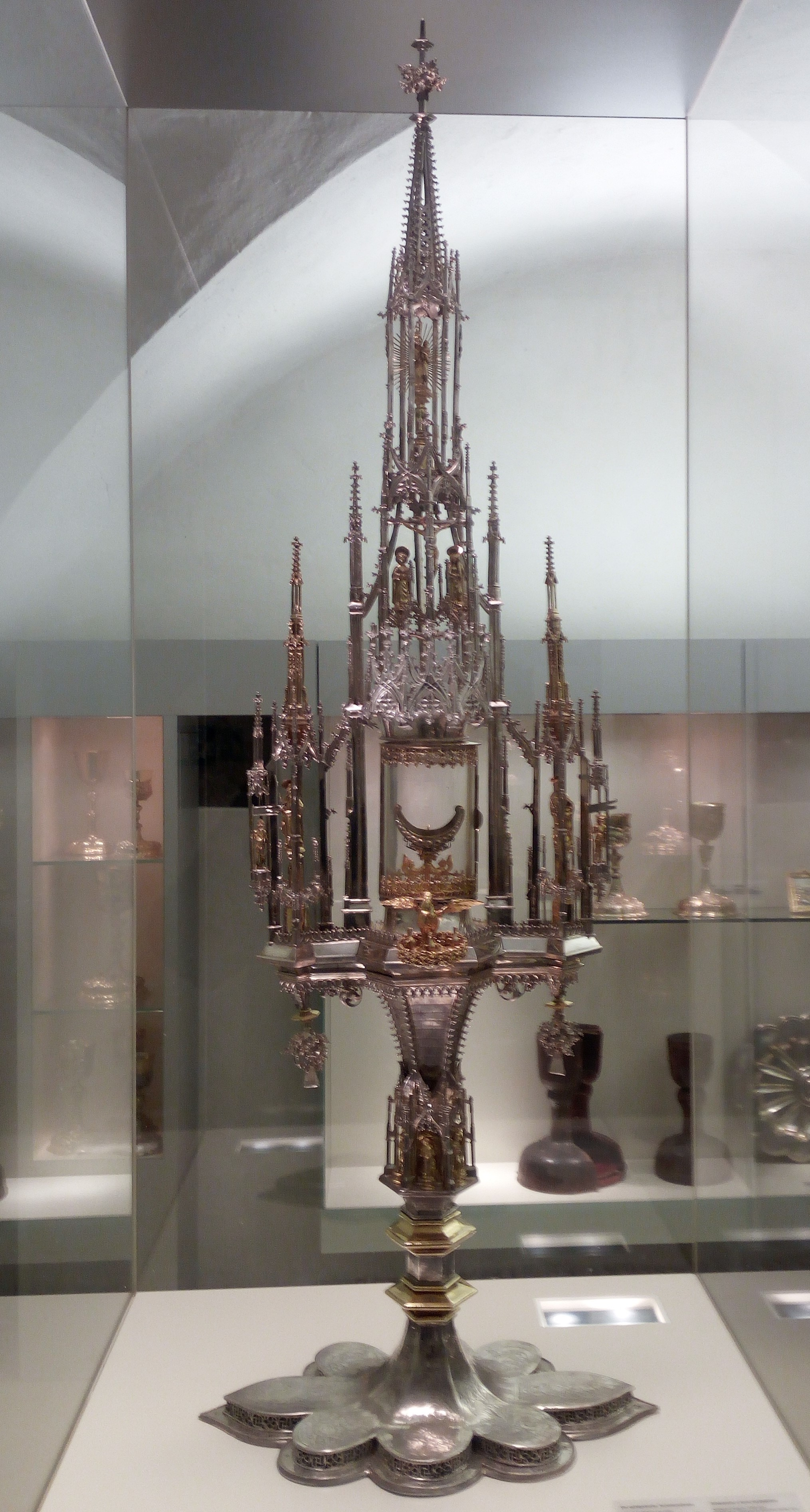
Spätgotische Turmmonstranz, ca. 1490

Die Domschatzkammer Bozen in der Alten Propstei des Doms Maria Himmelfahrt in Bozen (Südtirol, Italien) am Pfarrplatz ist ein 2007 begründetes Museum sakraler Kunst. Seine Sammlungen zählen zu den umfangreichsten barocken Kircheninventaren im Tiroler Raum.

## Ausstellung
Neben kostbaren liturgischen Gewändern und Fahnenbildern renommierter Barockmaler zeichnet die Sammlung sich vor allem durch erlesene Goldschmiedearbeiten des 18. Jahrhunderts aus. Mit knapp hundert ausgewählten Objekten präsentiert die Domschatzkammer einen Einblick in die römisch-katholische Liturgie und Volksfrömmigkeit. Die Sammlung zeichnet die Geschichte der Pfarrgemeinde nach und schenkt der Baugeschichte und der Ausstattung der Marienpfarrkirche (seit 1964: Domes) besondere Beachtung.

## Aufbau
Im ersten von vier Räumen wird die Geschichte der Stadt Bozen und der Dompfarrkirche erzählt. Im zweiten Raum sind die Prozessionskultur und die Verehrung von Gnadenbildern thematisiert und die Reliquiensammlung ausgestellt; besondere Beachtung verdient das Ölbild von Josef Anton Cuseth, das die Translation der Reliquien des Heinrich von Bozen im Jahr 1759 und ihre ausgeklügelte Prozessionsordnung festhält. Im dritten Raum sind Schmiedewerke aus Gold und Silber zu finden; unter den Exponaten ragt eine aus der Zeit um 1490 stammende silberne, spätgotische Turmmonstranz hervor, die vermutlich aus einer Augsburger Werkstatt stammt. Der vierte Raum widmet sich der Erhebung der Pfarre zum Kollegiatstift im Jahr 1717; Stab und Mitra des Propstes sowie das 1777 von Kaiserin Maria Theresia den Kanonikern verliehene Brustmedaillon sind in der Ausstellung zu sehen.
Das Museum wurde von Architekt Klaus Hellweger minimalistisch mit Stahlelementen gestaltet, um alle Aufmerksamkeit auf die Ausstellungsstücke zu lenken.